# Västerbottens läns norra valkrets
Västerbottens läns norra valkrets var vid riksdagsvalen 1911–1920 till andra kammaren en egen valkrets med tre mandat. Den avskaffades vid valet 1921, då hela länet bildade Västerbottens läns valkrets.

## Riksdagsmän

### 1912–vårsessionen 1914
- Frans Oskar Mörtsell, lmb
- Olof Jonsson, lib s
- Anton Wikström, lib s

### Höstsessionen 1914
- Carl Lindmark, lmb
- Olof Jonsson, lib s
- Anton Wikström, lib s

### 1915–1917
- Carl Lindmark, lmb
- Olof Jonsson, lib s
- Anton Wikström, lib s

### 1918–1920
- Carl Lindmark, lmb (1918)
  - Ludwig Brännström, lmb (1919–1920)
- Olof Jonsson, lib s
- Anton Wikström, lib s

### 1921
- Ludwig Brännström, lmb
- Ewald Lindmark, lmb
- Anton Wikström, lib s